# Ghiacciaio dell'Hintertux
Il ghiacciaio dell'Hintertux (in tedesco Hintertuxer Gletscher) si trova nella Zillertal, in Tirolo, Austria.
Offre per tutto l'anno la possibilità di praticare le discipline alpine. Il punto più elevato del ghiacciaio è l'Olperer che raggiunge i 3.476 m. Il più alto impianto di risalita raggiunge i 3.250 m. Le piste hanno una lunghezza totale di 225 km e gli impianti di risalita sono 62. Una speciale attrazione chiamata Circuito del ghiacciaio consiste in una corsa di 72 km e di 15.000 m di dislivello complessivo.
Il nome Hintertux si riferisce anche al piccolo villaggio che si trova ai piedi del ghiacciaio.